# Union valdôtaine progressiste (2013)
Pour les articles homonymes, voir Union valdôtaine (homonymie).
Pour le parti du même nom fondé en 1973, voir Union valdôtaine progressiste (1973).
L’Union valdôtaine progressiste (UVP) est un ancien parti politique régionaliste italien de la Vallée d'Aoste créé en 2013. Elle fusionne en avril 2019 avec Autonomie Liberté Participation Écologie (ALPE) pour former l'Alliance valdôtaine.

## Historique

### Scission de 2012/2013
Vers la fin de 2012, plusieurs membres de l'Union valdôtaine, ne pouvant plus envisager de maintenir une alliance avec le parti de Silvio Berlusconi, Le Peuple de la liberté (PdL) (alliance confirmée lors des élections administratives de 2010), décident de lancer une nouvelle formation politique, déplorant que l'actuel parti ait perdu de vue les valeurs fondamentales sur lesquelles l'Union valdôtaine s'était depuis toujours appuyées. Ainsi va naître l'Union valdôtaine progressiste, menée par Laurent Viérin,,,.
À partir du 1er janvier 2013, la nouvelle formation politique forme un groupe autonome au sein du Conseil de la Vallée d'Aoste composé de trois conseillers, Laurent Viérin, l'ancien député et ancien président de la région, Lucien Caveri ainsi qu'Andrea Rosset, ce qui réduit le nombre des conseillers de l'UV à 14.
La formation de l'UVP n'a évidemment pas été bien accueillie par les autres partis autonomistes de la Vallée d'Aoste. Ego Perron, président de l'Union valdôtaine a qualifié cette scission d'« attaque directe au cœur de notre mouvement ».
Le conseiller valdôtain Alberto Bertin, membre du parti autonomiste de gauche ALPE, dont l'UVP ambitionne surement d'attirer pour lui l'électorat, n'a pas épargné non plus ses critiques. Selon Bertin, la création de l'UVP obéit seulement à la quête du pouvoir pour lui-même.
Le parti est créé officiellement le 26 janvier 2013 dans la perspective des élections générales italiennes de 2013, il reprend le nom d'une scission antérieure de l'Union valdôtaine, l'Union valdôtaine progressiste (1973-1984).

### Liste des présidents
- 2012-2013 : Claudio Brédy
- 2013-2016 : Alessia Favre
- 2016-2017 : Luigi Bertschy
- 2017-2019 : Elisa Bonin
- 2019 : Giuliano Morelli

### Élections générales de 2013
Lors des élections générales des 24 et 25 février 2013, l'UVP manque de peu, par 185 voix, l'élection d'un député, Laurent Viérin, face à la coalition de l'Union valdôtaine, de la Fédération autonomiste et de la Stella Alpina menée par Rudi Marguerettaz. Viérin devance ALPE qui n'arrive qu'en troisième position avec Jean-Pierre Guichardaz.

### Élections régionales de 2013
Aux élections régionales de 2013, les premières pour l'UVP, elle remporte plus de 19 % des voix, second parti de la Vallée et obtient 7 conseillers au Conseil régional. L'UVP est alors membre de la coalition Autonomie Liberté Démocratie, avec Autonomie Liberté Participation Écologie (ALPE) et le Parti démocrate, qui totalise 40,5 % des voix.

### Participation au gouvernement
En mai 2016, l'UVP rejoint la majorité gouvernementale quand Laurent Viérin est nomme assesseur à la santé, au bien-être et aux politiques sociales dans la junte dirigée par Auguste Rollandin. Le 7 juin suivant, Andrea Rosset est élu président du Conseil régional.
En mars 2017, l'UVP s'associe à une motion de censure constructive contre Rollandin qui doit démissionner. Pierluigi Marquis lui succède à la tête d'une junte de coalition regroupant la Stella Alpina, l'UVP, ALPE et Pour notre vallée, dans laquelle Viérin est vice-président et assesseur à l’agriculture et aux ressources naturelles et qui comprend un autre membre de l'UVP, Luigi Bertschy, assesseur à la santé. Le 13 octobre suivant, Viérin succède à Marquis, démissionnaire, à la tête de la région et forme une nouvelle junte de gouvernement réunissant l'UVP, l'UV, le PD et EPAV.

### Élections régionales de 2018
Lors des élections régionales du 20 mai 2018, l'UVP se présente seule et termine à la 4e place avec 10,59 % des voix. Elle conserve quatre sièges au Conseil régional, soit trois de moins que lors de la législature précédente. D'abord dans l'opposition au gouvernement dirigé par Nicoletta Spelgatti, de la  Ligue, l'UPV vote la motion de censure contre celui-ci le 10 décembre suivant puis rejoint le gouvernement dirigé par Antoine Fosson.

### Dissolution
le 2 avril 2019, l'UVP fusionne avec Autonomie Liberté Participation Écologie (ALPE) pour former l'Alliance valdôtaine.

## Idéologie
Cette formation aspirait à réunir les nouvelles générations désintéressées par la politique, les électeurs déçus, les personnes voulant suivre des méthodes politiques différentes pour reprendre le projet autonomiste et progressiste. L'UPV mettait en garde l'opinion publique valdôtaine contre les tendances centralisatrices manifestées par la grande majorité des partis politiques italiens, en opposant donc au centralisme étatique, la nécessité de récupérer les valeurs qui façonnent l'identité du peuple valdôtain. Le premier article du code éthique du parti affirmait que « Les femmes et les hommes qui adhérent au mouvement reconnaissent dans la Constitution italienne et dans le statut de la Vallée d'Aoste la source primaire des règles de la communauté politique ».